# UFC Fight Night: Moicano vs. Korean Zombie
UFC Fight Night: Moicano vs. Korean Zombie（ユーエフシー・ファイトナイト：モイカノ・バーサス・コリアン・ゾンビ、別名UFC Fight Night 154、UFC on ESPN+ 12）は、アメリカ合衆国の総合格闘技団体「UFC」の大会の一つ。2019年6月22日、サウスカロライナ州グリーンビルのボン・セコース・ウェルネス・アリーナで開催された。

## 大会概要
UFC初のサウスカロライナ州開催となった本大会ではヘナート・モイカノとジョン・チャンソンによるフェザー級戦が組まれた。

## 試合結果

### プレリミナリーカード
第1試合 ミドル級 5分3R
○  デロン・ウィン vs.  エリック・スパイスリー ×
3R終了 判定3-0（29-28、29-28、29-28）
第2試合 女子フライ級 5分3R
○  モリー・マッキャン vs.  アリアネ・リプスキ ×
3R終了 判定3-0（30-27、30-27、30-27）
第3試合 ヘビー級 5分3R
○  ジャルジーニョ・ホーゼンストライク vs.  アレン・クラウダー ×
1R 0:09 KO（左ジャブ→パウンド）
第4試合 ライト級 5分3R
○  ルイス・ペーニャ vs.  マット・ワイマン ×
3R 1:14 TKO（パウンド）
第5試合 女子ストロー級 5分3R
○  アシュリー・ヨーダ vs.  近藤朱里 ×
3R終了 判定3-0（30-26、30-25、30-24）
第6試合 フェザー級 5分3R
○  ダン・イゲ vs.  ケビン・アギラー ×
3R終了 判定3-0（29-28、29-28、29-27）

### メインカード
第7試合 ミドル級 5分3R
○  ケビン・ホランド vs.  アレッシオ・デ・キリコ ×
3R終了 判定3-0（29-28、29-28、29-28）
第8試合 女子フライ級 5分3R
○  アンドレア・リー vs.  モンタナ・デ・ラ・ロサ ×
3R終了 判定3-0（30-27、30-27、29-28）
第9試合 バンタム級 5分3R
○  アンドレ・イーウェル vs.  アンデウソン・ドス・サントス ×
3R終了 判定3-0（29-28、29-28、29-27）
第10試合 ウェルター級 5分3R
○  ランディ・ブラウン vs.  ブライアン・バーバリーナ ×
3R 2:54 TKO（左フック→左ボディーブロー）
第11試合 フェザー級 5分5R
○  ジョン・チャンソン vs.  ヘナート・モイカノ ×
1R 0:58 TKO（右フック→パウンド）

### 各賞
ファイト・オブ・ザ・ナイト： デロン・ウィン vs. エリック・スパイスリー
パフォーマンス・オブ・ザ・ナイト： ジョン・チャンソン、ジャルジーニョ・ホーゼンストライク
各選手にはボーナスとして5万ドルが授与された。

### カード変更
負傷などによるカードの変更は以下の通り。